# Hutchinson (Minnesota)
Hutchinson és una població dels Estats Units a l'estat de Minnesota. Segons el cens del 2000 tenia 13.080 habitants.

## Demografia
Segons el cens del 2000, Hutchinson tenia 13.080 habitants, 5.333 habitatges, i 3.418 famílies. La densitat de població era de 680,6 habitants per km².
Dels 5.333 habitatges en un 33,3% hi vivien nens de menys de 18 anys, en un 51,8% hi vivien parelles casades, en un 8,8% dones solteres, i en un 35,9% no eren unitats familiars. En el 29,7% dels habitatges hi vivien persones soles l'11,2% de les quals corresponia a persones de 65 anys o més que vivien soles. El nombre mitjà de persones vivint en cada habitatge era de 2,41 i el nombre mitjà de persones que vivien en cada família era de 3,01.
Per edats la població es repartia de la següent manera: un 27,6% tenia menys de 18 anys, un 9,3% entre 18 i 24, un 30% entre 25 i 44, un 19,4% de 45 a 60 i un 13,6% 65 anys o més.
L'edat mediana era de 34 anys. Per cada 100 dones de 18 o més anys hi havia 91,3 homes.
La renda mediana per habitatge era de 42.278 $ i la renda mediana per família de 53.784 $. Els homes tenien una renda mediana de 36.800 $ mentre que les dones 24.862 $. La renda per capita de la població era de 19.970 $. Entorn del 3,1% de les famílies i el 5,4% de la població estaven per davall del llindar de pobresa.

## Poblacions més properes
El següent diagrama mostra les poblacions més properes.